# Italia (Rebsorte)

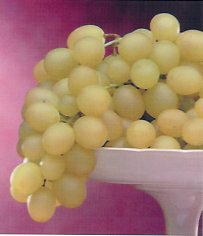
Eine Traube der Rebsorte Italia. Gut erkennbar ist die längliche Form der großen Beeren.

Italia ist eine Weißweinsorte. Sie ist eine Neuzüchtung zwischen Bicane x Muscat d’Hamburg. Die Kreuzung erfolgte im Jahre 1911 in Rom durch den Züchter Alberto Piròvano. Die Sorte ist mengenmäßig die weltweit dritthäufigste Tafeltraube und in zahlreichen Ländern auf der ganzen Welt verbreitet. In Italien wird sie vor allem in den südlichen Regionen Apulien, Latium und Sizilien angebaut und belegt insgesamt 37.000 Hektar Rebfläche. Darüber hinaus ist sie in Ägypten, Argentinien, Australien, Brasilien, Frankreich, Griechenland, Marokko, Portugal, Spanien, Südafrika und Tunesien bekannt. Derzeit sind nur noch kleine Bestände in Kalifornien mit der Sorte Italia bestockt. Im Jahr 2008 betrug die Anbaufläche 61 acre (ca. 15 Hektar).
In Brasilien wurde bei São Paulo eine rötliche Variante, Italia Rubi, gefunden. Pierre Viala berichtete zu Anfang des 20. Jahrhunderts von einer roten Sorte in Peru, die ebenfalls den Namen Italia trug.
Siehe auch die Liste von Rebsorten.
Abstammung: Bicane x Muscat de Hambourg. Die Abstammung wurde mittels genetischer Überprüfung bestätigt.

## Synonyme
Die Rebsorte Italia ist auch unter den Namen Doña Sofia, Idéal (in Frankreich, während einiger Jahre nach dem Zweiten Weltkrieg), Italian Muscat, Moscatel Italiano (in Spanien), Moschato Rozaki, Muscat d’Italie (in Tunesien und Marokko), Pirovano 65 und Uva Italia bekannt.

## Ampelographische Sortenmerkmale
In der Ampelographie wird der Habitus folgendermaßen beschrieben:
- Die Triebspitze ist offen. Sie ist wollig behaart und karminrot gepunktet. Die gelblichen Jungblätter sind spinnwebig behaart und orangefarben gefleckt.
- Die mittelgroßen Blätter sind fünflappig und deutlich gebuchtet (siehe auch den Artikel Blattform). Die Stielbucht ist lyren- förmig offen, seltener auch geschlossen. Das Blatt ist stumpf gezahnt. Die Zähne sind im Vergleich zu anderen Rebsorten mittelweit gesetzt.
- Die walzen- bis spitz kegelförmige Traube ist groß bis sehr groß (im Schnitt 627 Gramm schwer) und lockerbeerig. Die länglichen Beeren sind sehr groß (im Mittel 8 Gramm) und von bernsteinfarbenem Gelb, das bei Vollreife auch ins leicht rötliche umschlägt. Die Schale der Beere ist dick. Das knackige Fruchtfleisch verfügt über ein leichtes Muskataroma.

Die Sorte reift ca. 30 – 35 Tage nach dem Gutedel und gilt somit als sehr spätreifend. Italia ist eine Varietät der Edlen Weinrebe (Vitis vinifera). Sie besitzt zwittrige Blüten und ist somit selbstfruchtend. Beim Weinbau wird der ökonomische Nachteil vermieden, keinen Ertrag liefernde, männliche Pflanzen anbauen zu müssen.